# Atomosphyrus tristiculus
Espèce
Atomosphyrus tristiculus est une espèce d'araignées aranéomorphes de la famille des Salticidae.

## Distribution
Cette espèce est endémique du Chili.

## Description
Le mâle subadulte holotype mesure 3 mm.

## Publication originale
- Simon, 1902 : Description d'arachnides nouveaux de la famille des Salticidae (Attidae) (suite). Annales de la Société Entomologique de Belgique, vol. 46 p. 363-406 (texte intégral).